# Historischer Verein des Kantons Schaffhausen
Der Historische Verein des Kantons Schaffhausen eingetragen als Historischer Verein des Kantons Schaffhausen ist eine Geschichtsvereinigung in der Schweiz. Er wurde 1856 durch Johann Jakob Mezger und Hans Wilhelm Harder in Schaffhausen als Historisch-Antiquarischer Verein Schaffhausen gegründet.
Der Verein war schon im 19. Jahrhundert zu einer wichtigen Institution im Schaffhauser Kulturleben geworden. Heute zählt der Historische Verein gegen 700 Mitglieder aus allen Bevölkerungsschichten und aus der ganzen Region Schaffhausen.
Ziel des Vereins ist die Förderung der historischen Forschung und die Vermittlung der Geschichte an ein breites Publikum. Vorträge sowie ganz- und mehrtägige Exkursionen für die Vereinsmitglieder werden angeboten.

## Publikationen
Alljährlich veröffentlicht der Historische Verein unter dem Titel Schaffhauser Beiträge zur Geschichte einen illustrierten Band, der über die neuesten Forschungen und Erkenntnisse zur Geschichte der Region Schaffhausen berichtet. Begonnen wurde die Herausgabe 1863 unter dem Titel Beiträge zur vaterländischen Geschichte. Beiträge schrieben und schreiben neben Heimatforschern auch namhafte Wissenschaftler und Persönlichkeiten.

## Autoren (Auswahl)
- Kurt Bächtold
- Heinrich Büttner
- Emil Usteri
- Helmut Maurer
- Fritz Graf
- Karl Siegfried Bader
- Edwin Tobler

## Ehrenmitglieder (Auswahl)
- Carl August Bächtold
- Karl Schib
- Kurt Bächtold